# Roter Sand

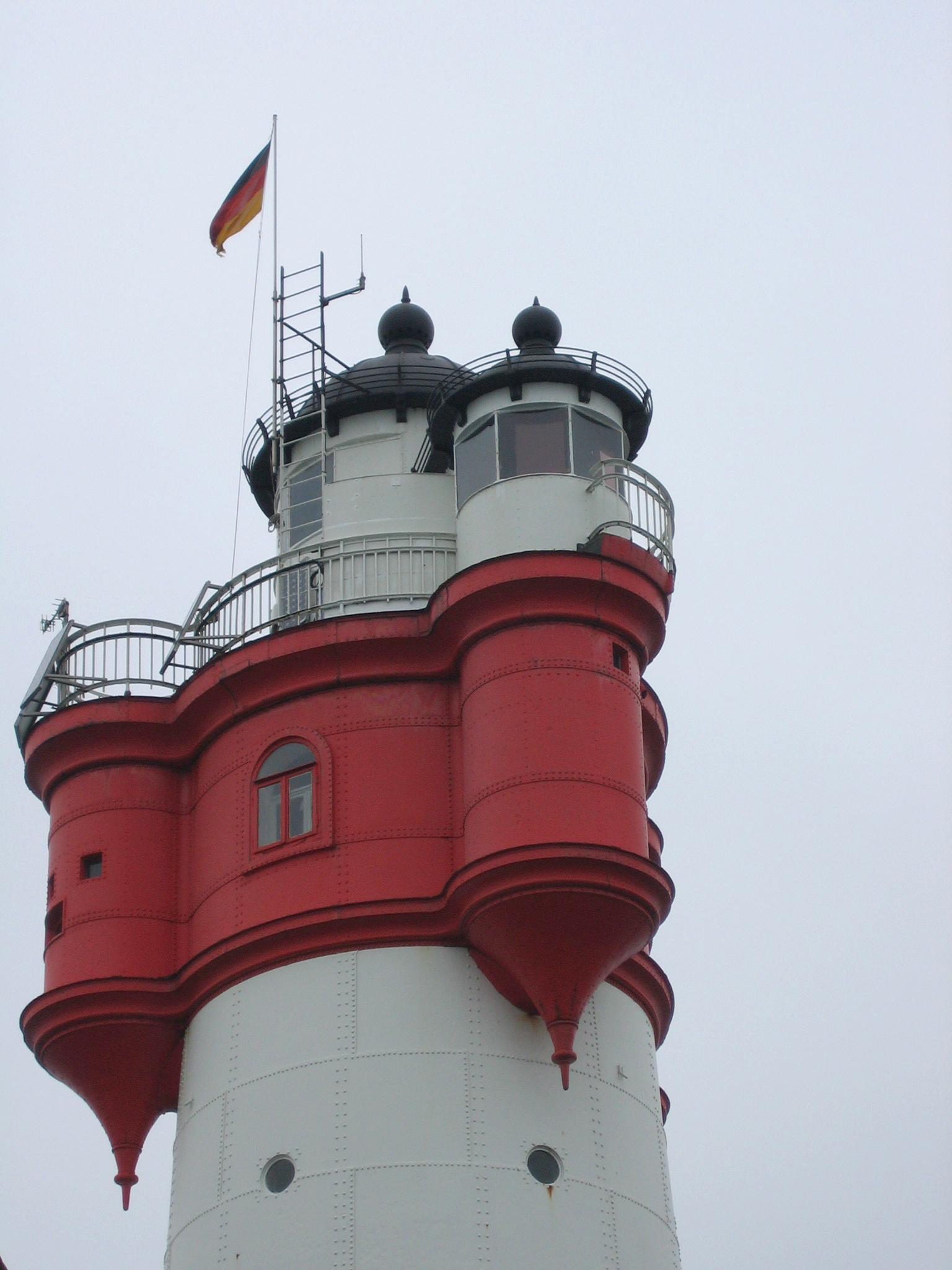
Wyższy wykusz. Flaga wskazuje, że w latarni są turyści.

Roter Sand – niemiecka latarnia morska na Morzu Północnym, w pobliżu ujścia Wezery. Wybudowany w 1885 obiekt nie pełni już swojej pierwotnej funkcji, ale nadal stanowi punkt orientacyjny za dnia. Latarnia morska Roter Sand była pierwszą w ogóle budowlą wybudowaną na dnie oceanicznym i szybko stała się przez to symbolem postępu technicznego.
31 października 2010 Roter Sand została wyróżniona przez niemiecką korporację inżynierską (Bundesingenieurkammer) mianem Historisches Wahrzeichen der Ingenieurbaukunst (dosł. historycznego symbolu sztuki inżynierskiej).

## Charakterystyka
Latarnia morska Roter Sand liczy łącznie z podwodnym fundamentem 52,5 m wysokości. Podczas odpływu wznosi się ponad lustro wody na 30,7 m. Wysokość światła wynosi ok. 24 m przy średnim stanie przypływu.
Fundament ma kształt cylindryczny, a podczas odpływu wystaje ok. 1,5 m ponad lustro wody i przypomina platformę. Wieża zwęża się stożkowo ku górze. Dolna część, wysoka na ok. 8 m jest pomalowana na czarno, a wyższe części w czerwono-białe pasy (trzy białe i dwa czerwone), przy czym każdy pas odpowiada jednej z pięciu kondygnacji. Drzwi wejściowe znajdują się na wysokości dolnego białego pasa.
Najniższe pomieszczenie służy jako magazyn. Schody łączą go z sypialnią, nad którą urządzono kuchnię z piecem węglowym, szafkami i ławą oraz pomieszczenie dzienne, w którym pełniło się także służbę. Na tej wysokości bryłę latarni urozmaicają trzy wykusze. Wysokość dwóch z nich odpowiada wysokości kondygnacji, trzeci jest wyższy. Przybudówki znajdują się od północnego zachodu, południa i od północnego wschodu i mieściły światła uzupełniające. Z pomieszczenia służbowego prowadzą schody na galeryjkę wokół zwieńczonej miedzianym dachem laterny. Obejście laterny balkonem nie jest możliwe, gdyż wyższa wieżyczka blokuje przejście.
W latach 40. XX wieku podział pomieszczeń był inny. Możliwe było wejście do budynku z dolnej (pomalowanej na czarno) części, gdzie urządzono magazyn, zaś w miejscu obecnego magazynu umieszczone były agregaty prądotwórcze.

## Wyposażenie

### Historia wyposażenia

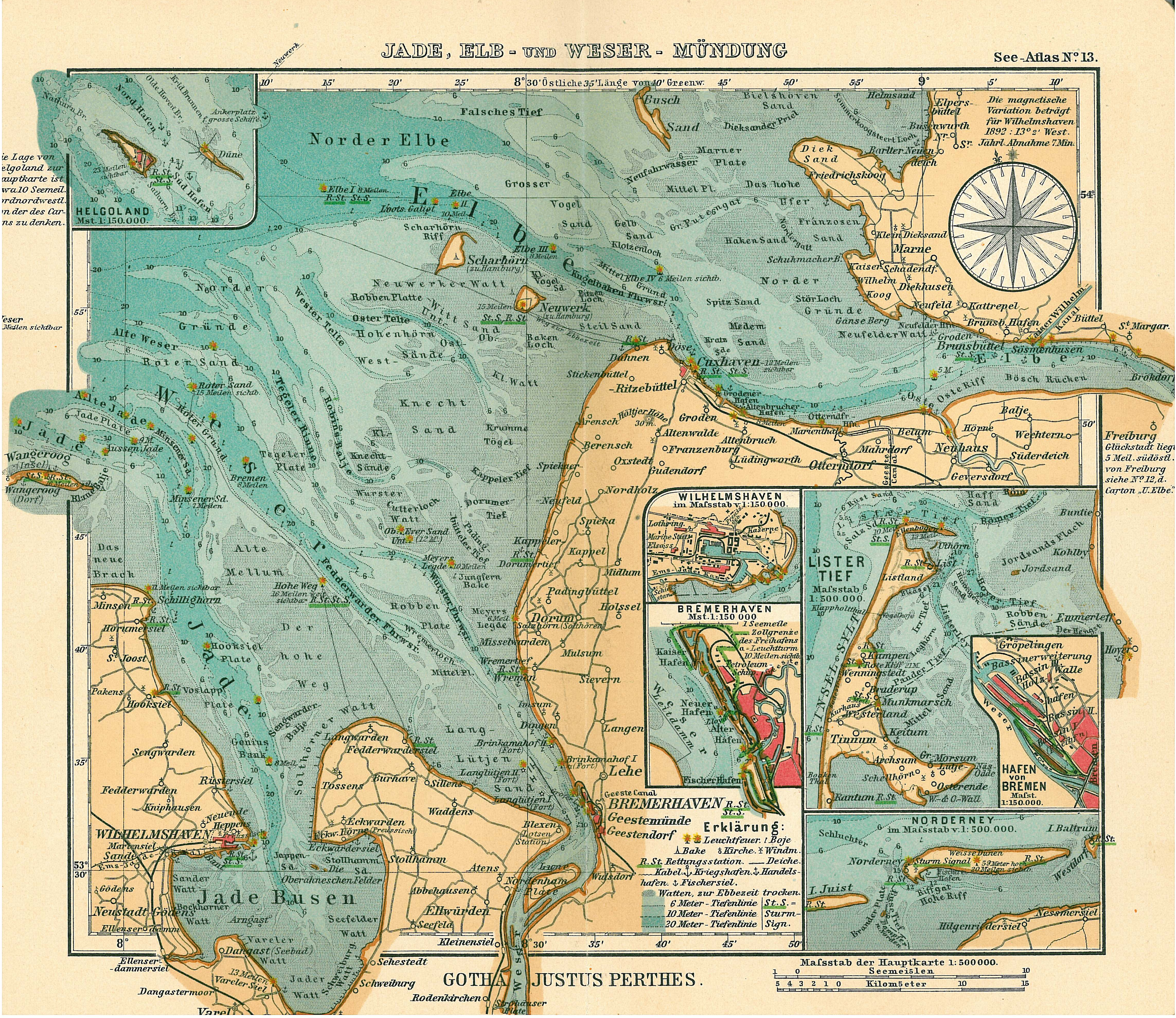
Latarnia zaznaczona na mapie z 1906 (północny zachód)

Pierwsze oświetlenie na latarni Roter Sand stanowiła lampa naftowa o dwóch knotach. W celu utrzymania charakterystyki światła używano ruchomej przesłony, otwieranej i zamykanej przez mechanizm zegarowy, z łańcuchem przewieszonym na całą wysokość wieży. Dodatkowe sektorowe światła poprzeczne – jednoknotowe lampy naftowe z palnikiem Arganda – były umieszczone w północno-zachodnim i południowym wykuszu. Światło było stałe.
Wejście na tor wodny Außenweser wskazywała silniejsza, dwuknotowa lampa w północno-wschodnim wykuszu.
Już rok po uruchomieniu latarni, w listopadzie 1885 wymieniono źródło światła na elektryczną lampę łukową. Prąd był dostarczany podmorskim kablem z Wangerooge. Przy tej okazji zmieniono charakterystykę podstawowego światła, a światła w wykuszach zostały wygaszone, z wyjątkiem północno-wschodniego. Kabel był często zrywany, co doprowadziło po ośmiu latach do przywrócenia oświetlenia naftowego.
Na początku lat 40. XX wieku w laternie zainstalowano wielką soczewkę Fresnela, przez którą świeciła żarówka. W północno-wschodnim wykuszu pozostawiono uzupełniające światło oraz umieszczono instalację telegraficzną i buczek mgłowy. Od 1945 roku źródłem światła była lampa gazowa (na propan). Ponownie zelektryfikowano latarnię w 1947: zamontowano agregaty prądotwórcze o napięciu wyjściowym 110 V prądu stałego. Prócz zaopatrzenia w prąd ładowały one akumulatory niklowo-żelazowe na noc. Stabilny dostęp do prądu pozwolił na instalację nowych, 1000-watowych reflektorów, dzięki czemu wzrósł zasięg światła.
W późniejszym okresie wykonano kapitalny remont laterny.
Od momentu uruchomienia w 1964 nowej latarni Alte Weser z Roter Sand świeciła tylko mała lampa, zasilana gazem propan-butan i sterowana automatycznie.

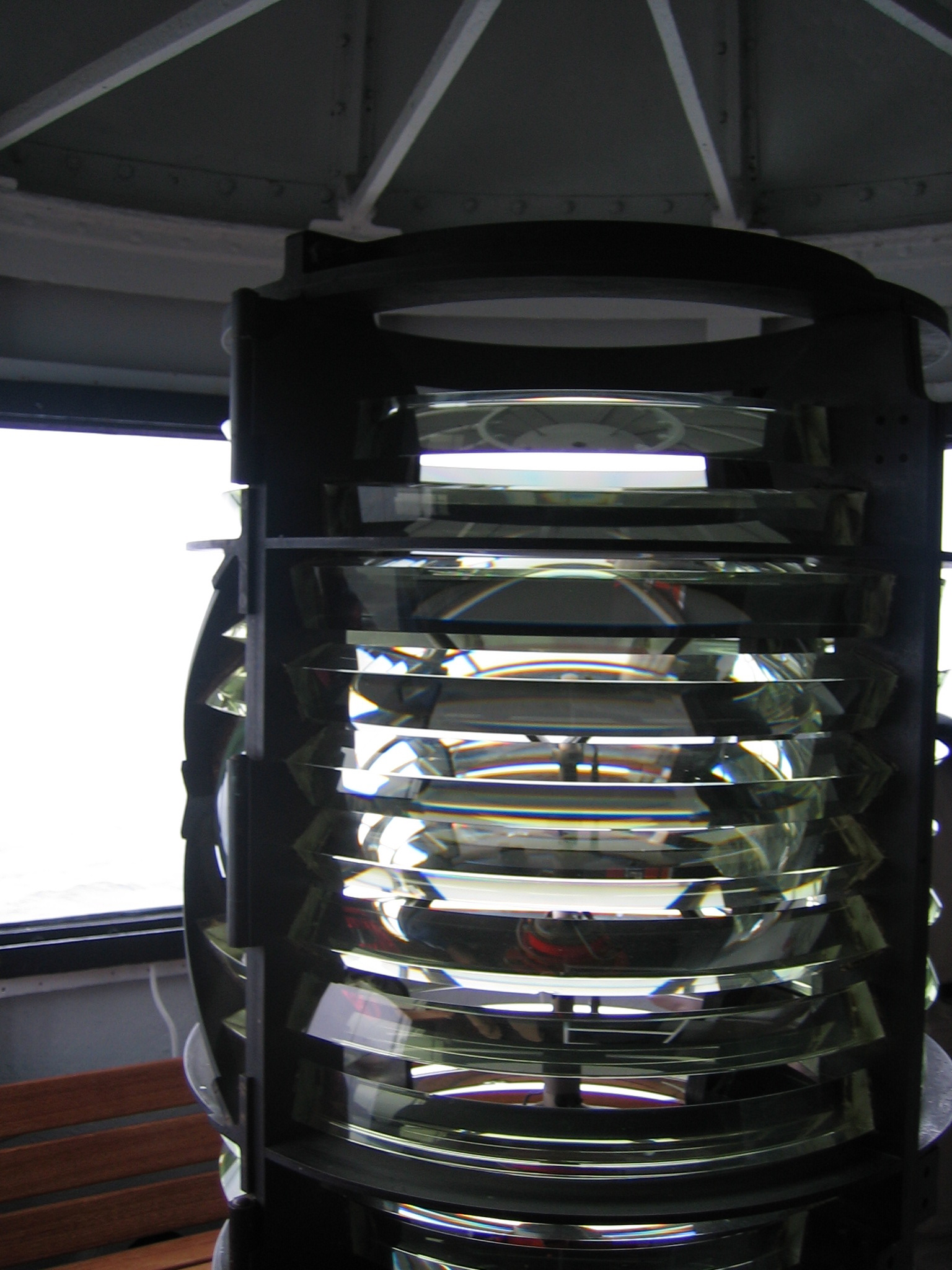
Optyka w głównej laternie (stan na 2005), utrzymywana dla celów edukacyjnych

### Ostatnie światło
Katalog latarni morskich z roku 1985 opisywał latarnię Roter Sand następująco:

F. w/r/gn. 9/7/6sm 23m
w.167,5°-185, r.-225, w.-254,5,
r.-293,5, w.-312, r.-324,
w.-328 (Leitsektor), gn.-341°
Lichtschwach: 341°-167,5°

Główne światło świeciło stale w kolorach białym, czerwonym i zielonym, oznaczających sektory. Nominalny zasięg wynosił 9 mil morskich dla światła białego, 7 dla czerwonego i 6 dla zielonego. Wysokość światła wynosiła według mapy 23 metry. Światło wskazujące fragment toru przeznaczony do zmiany kursu (czerwono-biało-czerwone) było widoczne w sektorze od 185° do 293,5°. Sektor do korekty kierunku rozciągał się między 225° a 254,5°. 
W zakresie od 312° do 341° było widoczne światło sektorowe wskazujące właściwy tor od morza w kierunku Wezery. Centralny (biały) kierunek mieścił się między 324° a 328°. 
Od namiaru 341° do 167,5° światło było białe i mało widoczne.

## Historia

### Początki

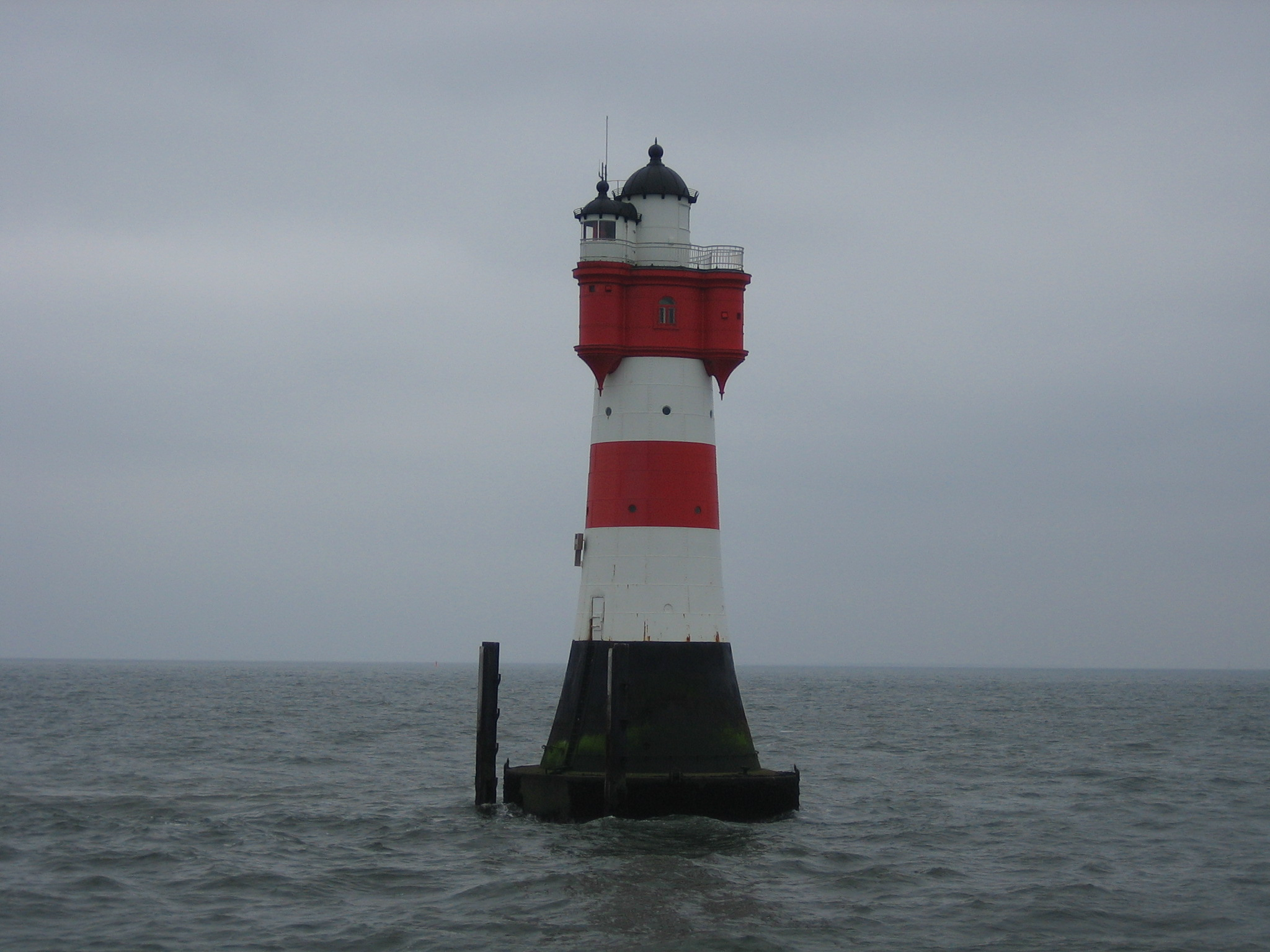
Latarnia morska „Roter Sand“, 2005

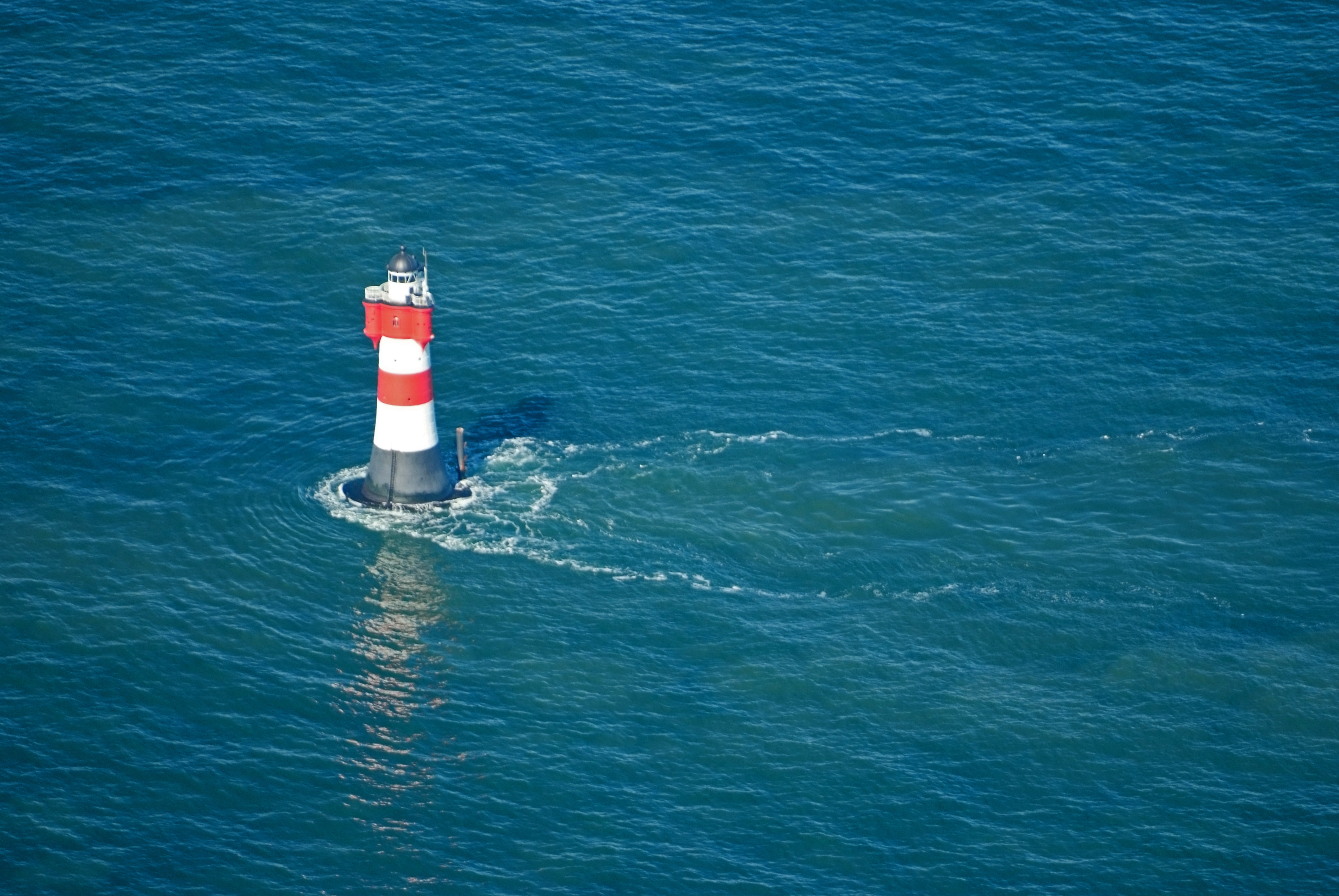
Latarnia morska "Roter Sand", 2012

Około 1875 u ujścia Wezery pływały dwa latarniowce, których zadaniem było wskazywanie toru wodnego. W 1878 leżące nad Wezerą Brema, Oldenburg i Prusy uzgodniły wspólne uporządkowanie znaków nawigacyjnych. Pruski minister handlu nakazał, by zakotwiczyć u ujścia Wezery trzeci latarniowiec. Pomysł odrzucono, gdy okazało się, że zakotwiczenie statku na podwodnej skale, ławicy muszlowej Roter Sand jest niemożliwe. Urząd nawigacyjny (Tonnen- und Bakenamt) w Bremerhaven zaproponował w tym samym roku wybudowanie na skraju płycizny stałej wieży. Szacowano, że latarnia morska byłaby tańsza niż statek i pomysł szybko zaakceptowano.
23 sierpnia 1878 zlecono Carlowi Friedrichowi Hanckesowi, kierownikowi dyrekcji rozbudowy portów zaprojektowanie wieży latarni morskiej. Projekt Hanckesa przewidywał budowlę spoczywającą na kesonie. Ogłoszono ogólnopaństwowy przetarg, który zakończono 15 września 1880. Wpłynęły dwie oferty: przedsiębiorstwo Bavier, Kunz & Weiß z Bremy wyceniło swoje prace na 445 000 złotych marek, a Harkort z Duisburga zażądał prawie 480 000 marek. 2 października przetarg rozstrzygnięto i wybrano tańszą ofertę przedsiębiorstwa z Bremy.

### Budowa

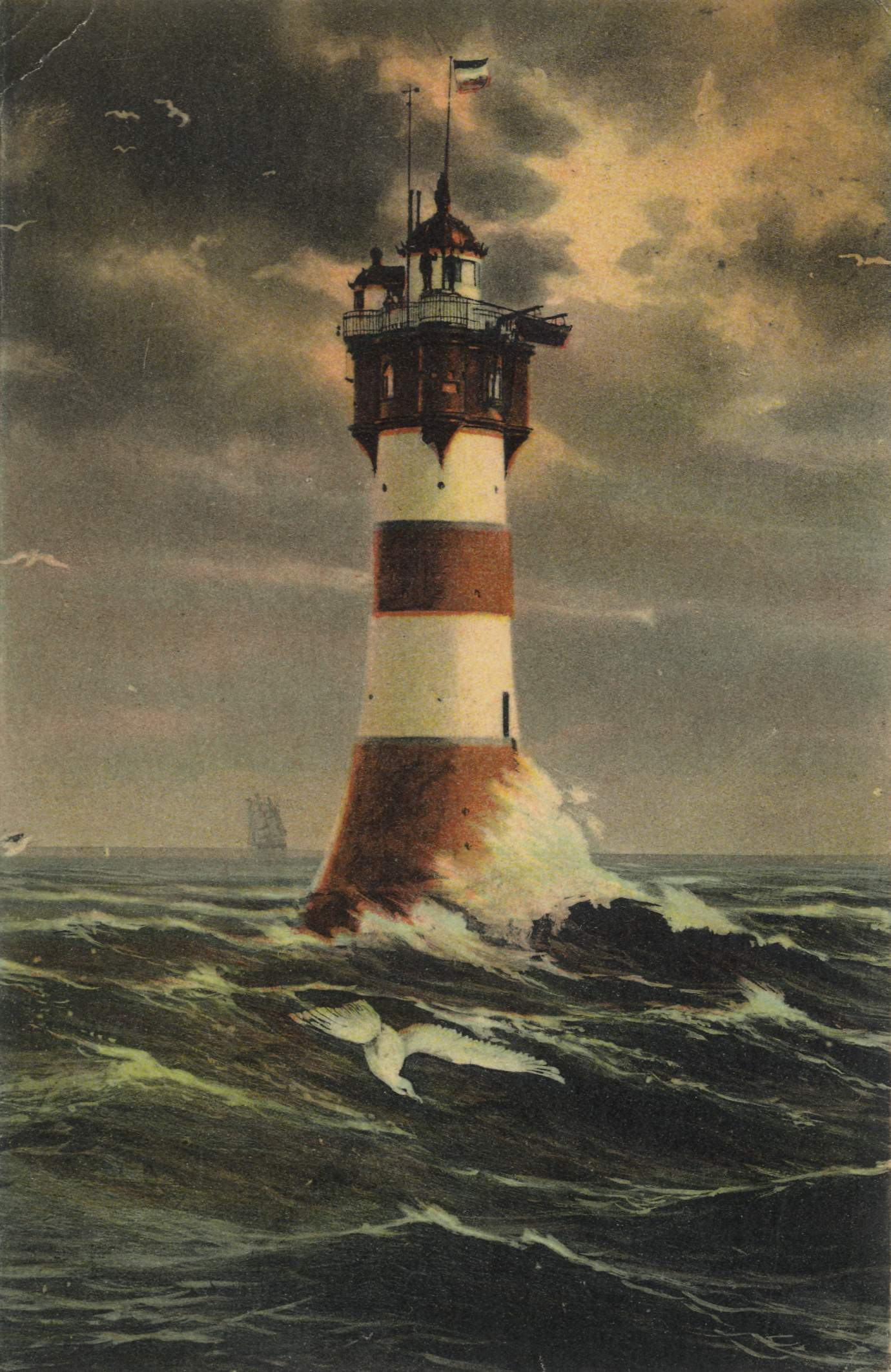
Latarnia morska Roter Sand, pocztówka (ok. 1907)

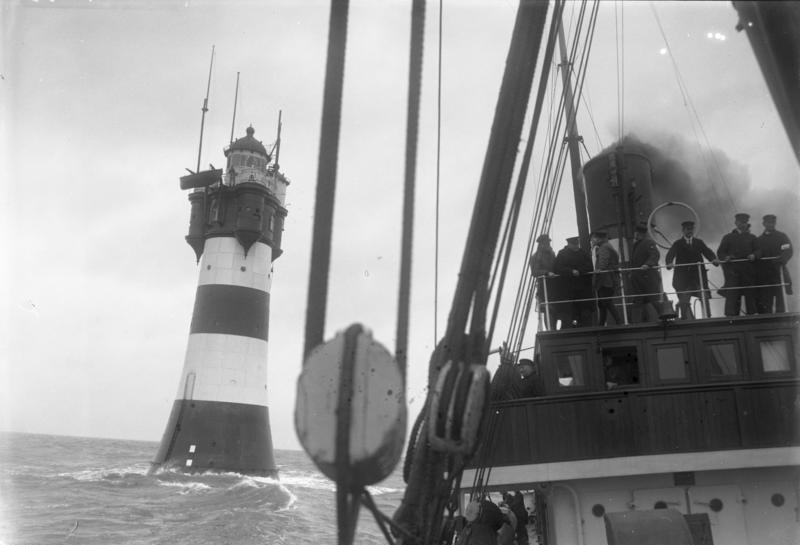
Zmiana załogi na latarni „Roter Sand“, 1931

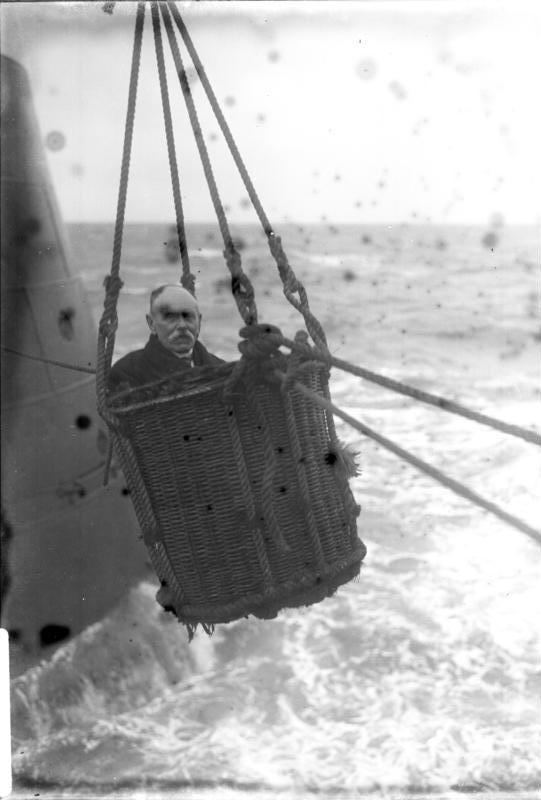
Latarnik opuszcza latarnię w koszu, 1929

Keson wybudowano zimą 1880/1881 w porcie w Bremerhaven. Transport na plac budowy zapewniały dwa holowniki parowe, które rozpoczęły pracę przy dobrej pogodzie 22 maja 1881. Podczas transportu ładunek urwał się i osiadł na mieliźnie, przez co keson dotarł na miejsce z opóźnieniem 26 maja. Opuszczono go na głębokość 22 metrów (według stanu podczas odpływu) na ławicę Roter Sand, by napełnić go pod ciśnieniem betonem. Wkrótce po rozpoczęciu prac keson przekrzywił się. Prace przerwano aż do czasu, gdy podczas sztormów w okresie Zielonych Świątek keson powrócił do prawidłowego położenia. Opóźnienie spowodowało, że nie udało się konstrukcji wypełnić wystarczającą ilością betonu przed jesienną niepogodą. 13 października 1881 podczas ciężkiego sztormu uległ zniszczeniu. Pierwsza próba nie powiodła się.
Wskutek niepowodzenia prac przedsiębiorstwo budowlane Bavier, Kunz & Weiß kilka tygodni później złożyło wniosek o upadłość. Hanckes zdecydował się 7 marca 1882 podjąć drugą próbę budowy. Tym razem prace powierzono spółce Harkort, a umowa opiewała na 853 000 marek, niemal dwukrotnie więcej niż w pierwotnym kosztorysie, co odpowiadało mniej więcej 15−20 mln euro według cen z 2010. Umowę podpisano 31 sierpnia 1882, a potwierdzono 21 września. Od zimy 1882/1883 do wiosny w Bremerhaven wybudowano nowy, stabilniejszy keson, wysoki na 18,5 m. Odholowano go 26 maja 1883, na miejsce położone ok. 1100 m na północ od wcześniejszego stanowiska i bez komplikacji opuszczono. Boczne ściany zostały wówczas podwyższone i wypełnione 316 metrami sześciennymi betonu. Keson zniósł jesienne sztormy bez większego uszczerbku. Prace nad fundamentem zakończono 22 maja 1884.
10 czerwca tego samego roku rozpoczęto budowę samej wieży latarni. Na początku listopada miała już wysokość trzech pięter. Najniższą część otynkowano i pokryto ognioodpornym pokryciem. W wieży zakwaterowano 12 robotników, którzy zajmowali się wykończeniem wnętrz. Od początku grudnia do kwietnia 1885 prace wstrzymano ze względu na niekorzystne warunki pogodowe.
10 sierpnia 1885 była już gotowa część mieszkalna, wykusze i laterna, i można było przystąpić do montażu oświetlenia.
Hanckes dokonał odbioru budynku 23 października 1885. Osiem dni później, 1 listopada 1885 o godz. 0:00 włączono oświetlenie. Od pierwszego projektu do zakończenia budowy Roter Sand upłynęło siedem lat. Latarnia morska Roter Sand była pierwszą budowlą na świecie wzniesioną poza stałym lądem (offshore) i uchodzi za pionierskie osiągnięcie swojej epoki.

### Latarnia w latach 1885–1964
Niemal 35 lat latarnia pełniła swoją funkcję bez komplikacji. W latach 20. XX wieku straciła nieco na znaczeniu ze względu na przesunięcie się mielizn, a w konsekwencji toru wodnego. Nadal jednak była ważna dla nawigacji w ujściu Jade i Wezery.
Na początku 1933 podwyższono poziom kamieni, stabilizujących od zewnątrz konstrukcję. W latach 40. XX wieku przeprowadzano drobniejsze prace budowlane: na nowo postawiono laternę, a urządzenia w północno-zachodnim i południowym wykuszu zdemontowano. W 1953 okazało się, że dolna część konstrukcji jest poważnie przerdzewiała.  W konsekwencji przeprowadzono dalsze badania wszystkich stalowych elementów konstrukcji oraz murów, stanu betonu i podsypki. W fundamencie odkryto poważne uszkodzenia, których naprawa wymagała kompleksowych i kosztownych prac budowlanych. Również stabilność budowli była kwestionowana.
Po zakończeniu renowacji w latach 1958 i 1959 rozważano możliwość montażu radaru na latarni Roter Sand. Obiekt miał być włączony w sieć stacji radarowych. Przy okazji badań okazało się, że stalowy płaszcz jest podziurawiony, a w betonie znajduje się słona woda. Obniżało to stabilność budowli, co w połączeniu z ograniczoną ilością miejsca na urządzenia techniczne nie pozwalało na instalację radaru. Z tego powodu w 1961 trzy kilometry na północ od Roter Sand rozpoczęto budowę nowej latarni - Alte Weser, która została włączona 1 września 1964. Latarnia Roter Sand stała się w tej sytuacji niepotrzebna i jeszcze tego samego dnia odprawiono ostatnią załogę. Odtąd pełniła rolę punktu orientacyjnego za dnia. Nocą włączano skromne światło gazowe dla odróżnienia od latarni Hohe Weg i dwa poprzeczne światła nawigacyjne.

### Okres 1964–1987
Do 1974 latarnia morska była utrzymywana przez urząd morski w Bremerhaven (Wasser- und Schifffahrtsamt Bremerhaven). W 1975 wymontowano stary dzwon mgłowy i mechanizm zegarowy i przeniesiono je do muzeum w Bremerhaven (Deutsches Schiffahrtsmuseum). Przyszłość budynku nie była jasna. Proponowano m.in. rozbiórkę albo przeniesienie w inne miejsce. Opinia publiczna sprzeciwiła się tym pomysłom. 
Wszystkie frakcje w parlamencie Bremy zdecydowały 16 listopada 1978, że latarnia powinna zostać zachowana. Rok później krajowy urząd ochrony zabytków uznał obiekt za „zabytek kulturalno-historyczny o wyjątkowym znaczeniu“. 22 września 1982 władze Bremerhaven zawiązały fundusz na ocalenie i utrzymanie latarni morskiej, a kilka tygodni później urząd ds. ochrony zabytków Dolnej Saksonii (Niedersächsische Landesamt für Denkmalpflege) objął latarnię Roter Sand ochroną konserwatorską.
Ministerstwo transportu, właściciel latarni, forsowało rozbiórkę budynku jako niepotrzebnego. 13 stycznia 1983 założono stowarzyszenie „Rettet den Leuchtturm Roter Sand e.V.“, którego obrało sobie za cel zachowanie latarni w dotychczasowym miejscu. Działalność finansowanego z datków stowarzyszenia, które zorganizowało liczne publiczne debaty na temat losu latarni przyniosła owoce jeszcze w listopadzie 1983, kiedy to minister transportu, Werner Dollinger zarzucił pierwotny pomysł, by część budowli przenieść do Nordenham i opowiedział się za pozostawieniem jej na miejscu..
Decyzja o pozostawieniu latarni wiązała się z koniecznością kapitalnego remontu uszkodzonego fundamentu, którego koszt szacowano na 8 mln marek niemieckich, co przekraczało możliwości finansowe. Podjęto poszukiwania alternatywnego rozwiązania problemu. Inżynier Rolf Seedorf z urzędu morskiego w Bremerhaven zaproponował, by wokół zniszczonego kesonu osadzić jako zabezpieczenie na głębokość 10 metrów stalowy kołnierz, a przestrzeń pomiędzy fundamentem a płaszczem zalać betonem. Projekt zyskał poparcie, a koszty jego realizacji oszacowano na 1 120 000 marek. Na przełomie 1986/1987 z budżetu federalnego zdecydowano się wyasygnować ponad 700 000 marek. Dolna Saksonia, w której gestii jako zabytek znajdowała się latarnia wsparła przedsięwzięcie kwotą ok. 300 000 marek, a pozostałe 120 000 marek zebrało stowarzyszenie. Rząd federalny zobowiązał się przeznaczyć dodatkowo 500 000 marek na utrzymanie latarni po zakończeniu renowacji.
Wiosną 1987 przeprowadzono zakrojone na dużą skalę badania stabilności budowli.
12 listopada 1986, przed rozpoczęciem renowacji wyłączono ostatnią lampę. Latarnia morska Roter Sand działała łącznie 101 lat i 11 dni.

### Remont w latach 1987–1990
24 kwietnia 1987 zakończyły się prace przygotowawcze, m.in. próbne wykopy i od początku czerwca w porcie w Bremerhaven, tym samym, w którym wykonano oba kesony zmontowano do 28 lipca $$ z 18 płyt stalowych. Konstrukcję o wymiarach 15 x 11 x 10 m i ważącą 110 ton próbnie podniesiono dźwigiem pływającym ENAK.

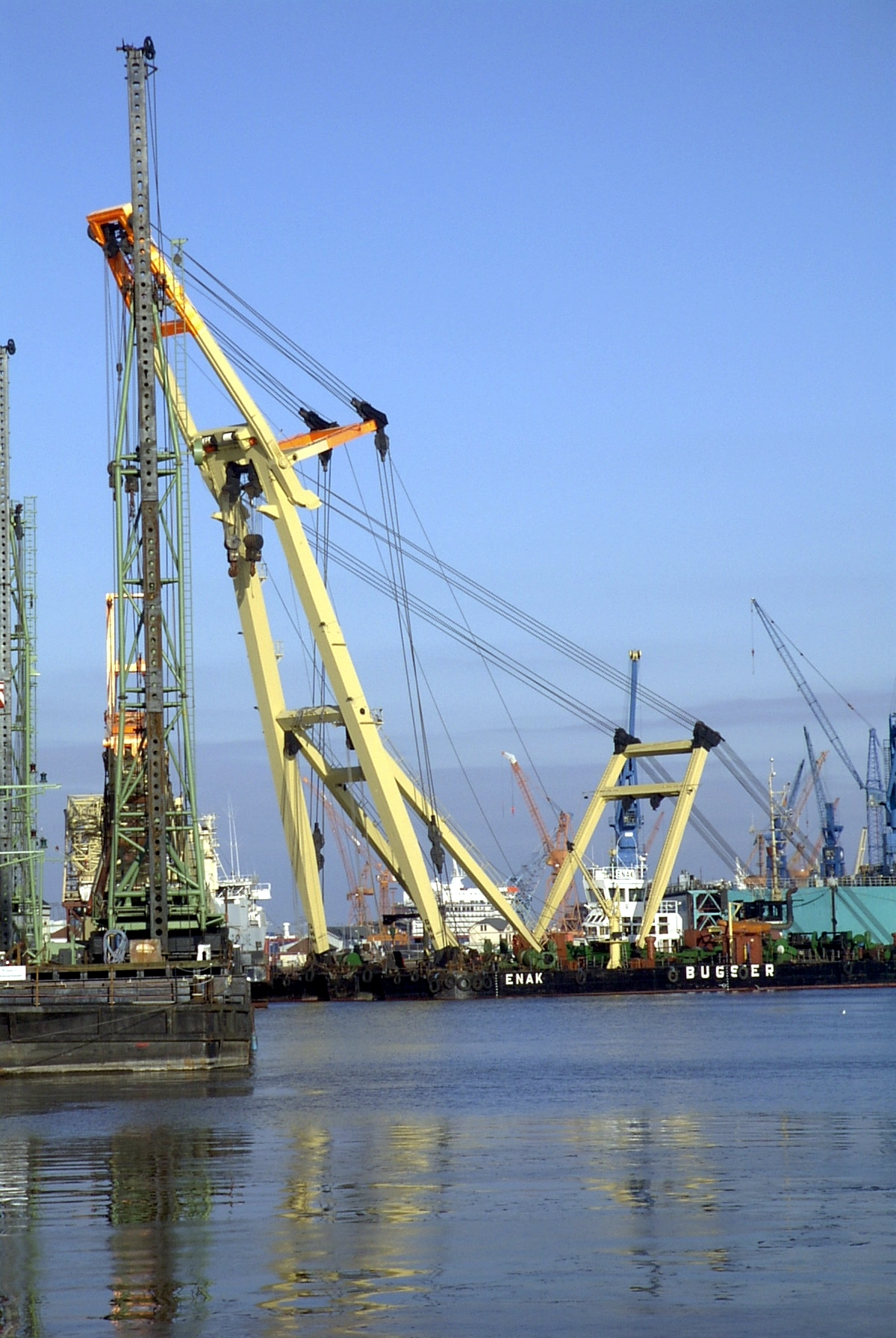
Dźwig pływający ENAK w Bremerhaven

Dwa tygodnie wcześniej, 14 lipca z Cuxhaven wypłynęła platforma przedsiębiorstwa Ludwig Voss, by rozpocząć prace przy latarni. Wokół fundamentu wykopano szeroki na 1,5 metra i głęboki na 2 metry rów, a nurkowie oczyścili cokół latarni z alg, rdzy i małży. Prace trwały sześć dni.
Zła pogoda wstrzymała prace na prawie dwa miesiące. 23 września dźwig ENAK wypłynął z Bremerhaven, by następnego dnia nasadzić stalowy kołnierz. Silny wiatr uniemożliwił operację i przełożono ją na 30 września. Dźwig wypłynął z portu o godz. 8, a trzy godziny później dotarł pod latarnię. Podczas odpływu, o 13:30 rozpoczęto podnoszenie płaszcza z jednoczesnym zbliżaniem się do latarni. Ze szczytowego położenia rozpoczęto opuszczanie płaszcza. Operator dźwigu kierował akcją z czubka latarni z użyciem radia. Nasadzenie przebiegło bez komplikacji, mimo iż momentami płaszcz i wieżę dzieliło mniej niż 50 centymetrów. Od rozpoczęcia do zakończenia akcji upłynęło 50 minut. Następnie szeroka na 30 centymetrów przestrzeń została wypełniona odpadami stalowymi i 40 metrami sześciennymi betonu. Warstwa betonu była wysoka na 60 centymetrów.
Oficjalnie renowację zakończono 8 listopada 1987, a urząd morski w Bremerhaven przekazał dzień później latarnię fundacji zajmującej się ochroną zabytków - Deutsche Stiftung Denkmalschutz. W rzeczywistości zakończył się pierwszy etap remontu, gdyż później przeprowadzono malowanie budowli, a 13 czerwca 1989 spółka Ludwig Voss z Cuxhaven rozpoczęła odrdzewanie wszystkich elementów stalowych oraz impregnację płaszcza (dwukrotnie) i nitów (trzy razy). Prace zajęły pięć dni.
Renowację zakończyło 22 czerwca 1990 odmalowanie trzech galeryjek.

## Latarnicy
Od 1 listopada 1885 do 1 września 1964 na latarni pełniły stałą służbę dwie osoby: latarnik i pomocnik. Co 8 tygodni do latarni przybijała łódź z żywnością, pocztą i gazetami. Do dyspozycji załogi był telegraf, dwie cysterny z wodą w fundamencie oraz urządzenie do odsalania wody. Na wysięgniku była umieszczona szalupa ratunkowa. Podczas mgły obowiązkiem latarników było trzykrotne bicie w dzwon mgłowy co 40 sekund.
9 stycznia 1964 załogę latarni Roter Sand uhonorowano złotym medalem zasługi latarników (Goldmedaille für verdienstvolle Leuchtturmwärter)

## Współczesność

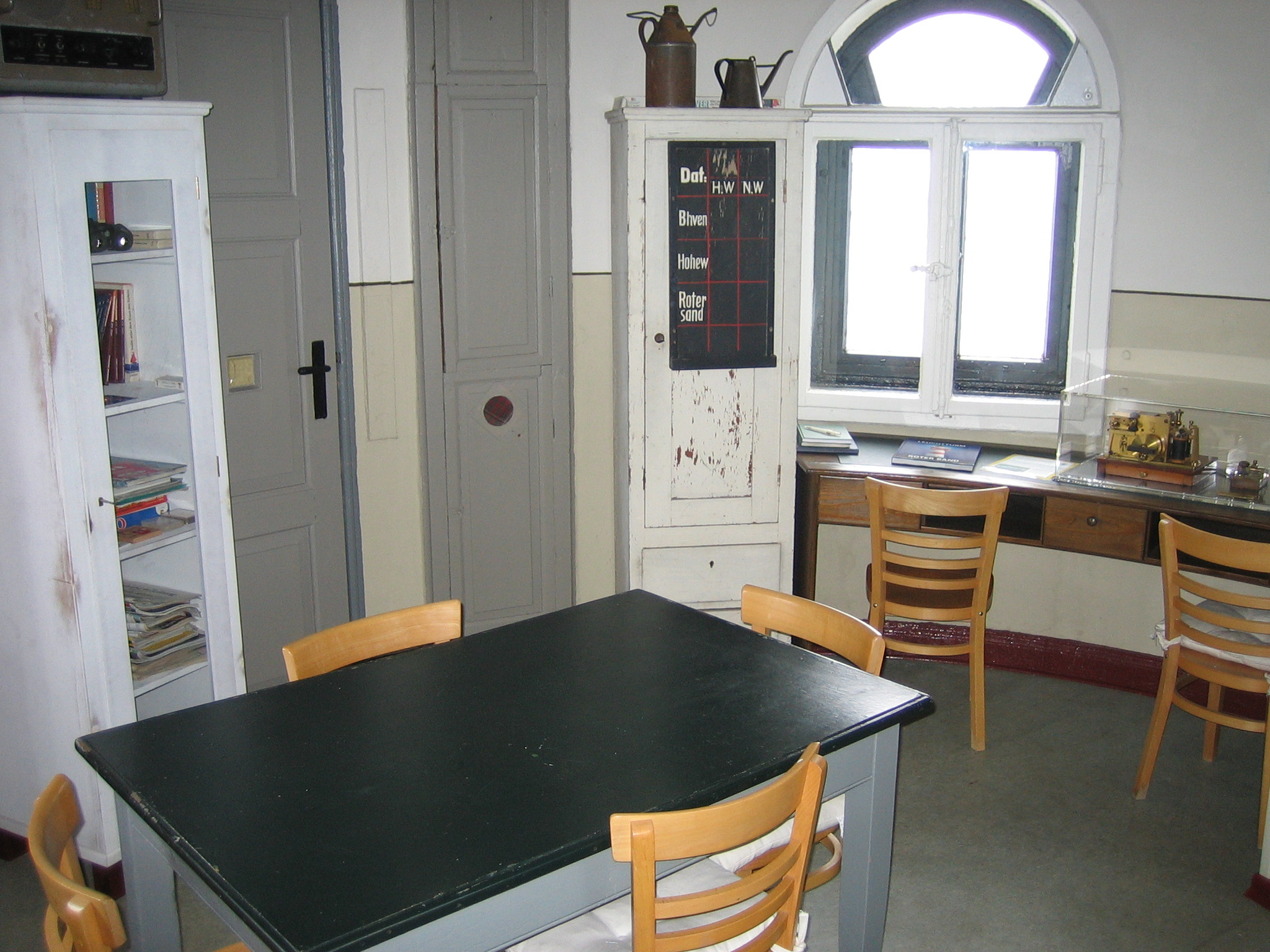
Pokój dzienny i służbowy

W 1995 zamontowano dwa pale pozwalające cumować statkom. Do roku 1999 na podstawie starych fotografii odtwarzano wyposażenie, by możliwie wiernie odpowiadało oryginalnemu. W 2001 latarnię odmalowano z zewnątrz i wewnątrz.
Latem 2011 naprawiono z użyciem dźwigu pływającego LVP 1 spółki Voss ubytki w elewacji i dwukrotnie pomalowano latarnię w białe, czerwone i czarne pasy.

### Konserwacja i ochrona
Malowanie latarni musi być odnawiane co pięć lat. Przed malowaniem konieczne jest płukanie słodką wodą, by usunąć osadzającą się sól. Po malowaniu nakładana jest jeszcze warstwa antykorozyjna. Prace kosztują ok. 65 000 euro. W okresie pomiędzy kapitalnymi odmalowaniami prowadzi się drobniejsze prace malarskie.
Konserwacja latarni jest finansowana przez agendę odpowiedzialną za ochronę zabytków (Deutsche Stiftung Denkmalschutz) i podlegającą jej fundację celową „Stiftung Leuchtturm Roter Sand“, która została powołana w 1987. Celami statutowymi są „utrzymywać zabytek w dobrym stanie, konserować, chronić przed zagrożeniami i, w razie potrzeby, naprawić“. Dochody z kapitału fundacji odgrywają znaczącą rolę w ochronie latarni, jednak nie wystarczają w całości. Pozostałe środki pochodzą z datków na rzecz fundacji. Podwyższanie kapitału pozwala na wzrost dochodów w przyszłości. Prace fundacji Stiftung Leuchtturm Roter Sand wspierają także wolontariusze stowarzyszenia „Rettet den Leuchtturm Roter Sand e.V.“ z Bremerhaven.

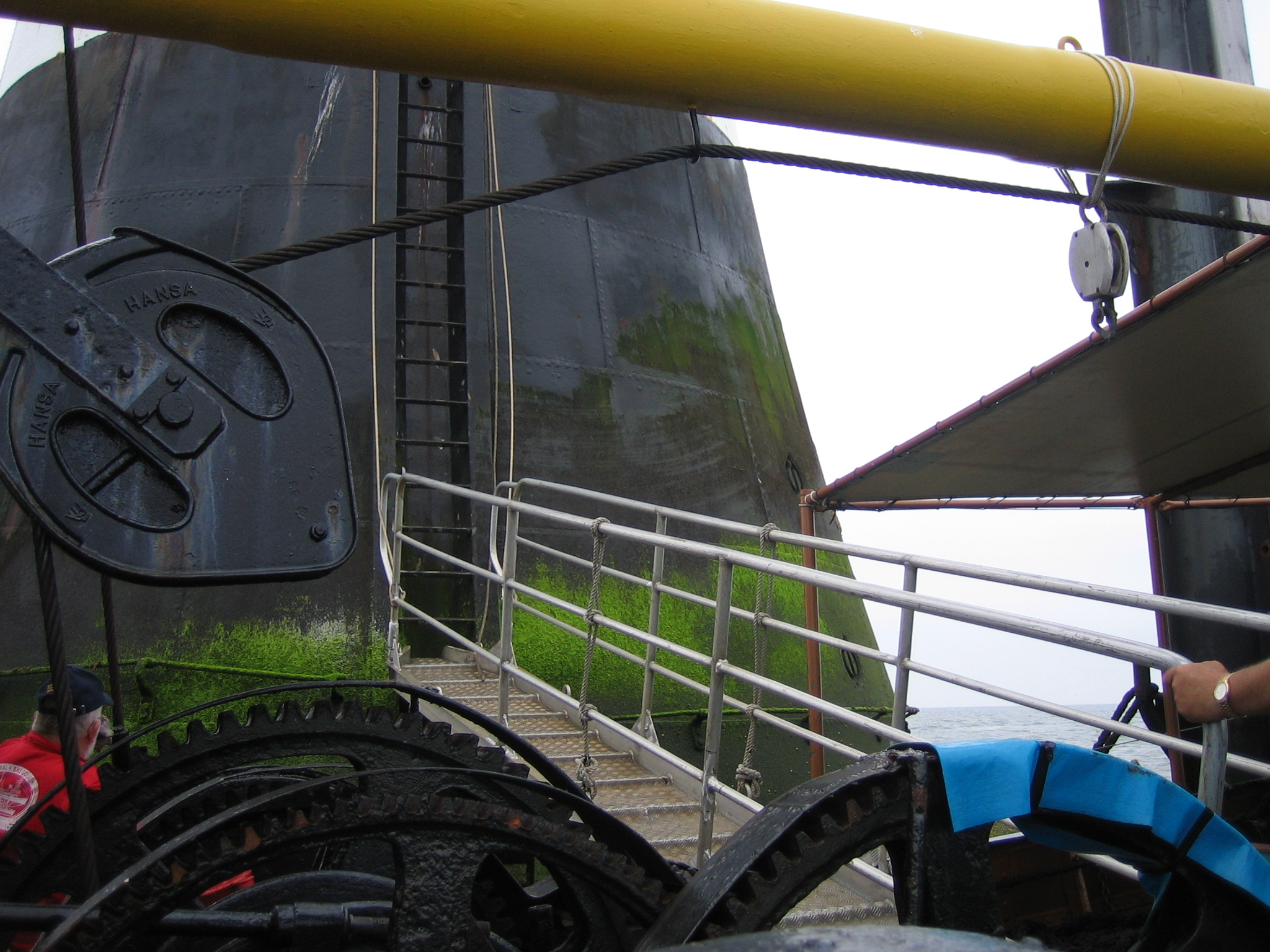
Mostek z holownika Goliath do latarni

### Turystyka
Od 1990 do wiosny 2011 roku latarnia była udostępniona zwiedzającym. Z Bremerhaven wypływał muzealny statek, dawny holownik ratowniczy Goliath, należący do stowarzyszenia „Schifffahrts-Compagnie Bremerhaven e.V.“. Załoga liczyła 6 osób, a na pokład przyjmował do 42 pasażerów. Podczas rejsu turyści mogli zwiedzać również sam statek. Po dobiciu do latarni morskiej rozkładano trap i drabinę. Pobyt w latarni trwał ok. jednej godziny.
Od 2 lipca 1999 w miesiącach letnich możliwy był nocleg w latarni, na sześciu kojach dawnej załogi. Gdy do latarni dobijali nowi goście, wywieszano na budowli flagę Niemiec. Ze względu na niemożność dobicia do budowli przy wietrze przekraczającym 4 w skali Beauforta w latarni utrzymywano zapas prowiantu, gdyby z konieczności turyści zatrzymali się dłużej.
Podczas przeglądu „Goliatha“ w stoczni okazało się, że jego stan techniczny zagraża bezpieczeństwu. Statek wycofano w kwietniu 2011 ze służby i rejsy do latarni Roter Sand przerwano
Po renowacji Roter Sand w latach 2011/2012 rozpoczęto poszukiwania statku, który pozwoliłby wznowić kursy ze stałego lądu do latarni.
Udało się to jeszcze w 2012 roku, a od maja 2013 biuro obsługi ruchu turystycznego z Bremerhaven we współpracy z Deutsche Stiftung Denkmalschutz oferuje wycieczki połączone ze zwiedzaniem latarni oraz możliwość noclegu w obiekcie. Połączenia obsługiwał dawny stawiacz boi „LEV Taifun“.
Od lutego 2015 kursy turystyczne zostały ze względów ekonomicznych zawieszone.

### Latarnia morska w filmach
W filmie Freymutha Schultza Sturmflut II z 2008 roku w latarni główni bohaterowie spędzają noc poślubną.

## Nawiązania
Czerwono-białe malowanie latarni Roter Sand było naśladowane w późniejszych budowlach. Jest powszechnie uznawana za klasyczną latarnię morską. Latarnia Roter Sand była tematem jednego ze znaczków serii „Leuchttürme“ (latarnie morskie) o nominale 55 eurocentów, wydanego w 2004 przez Deutsche Post.